# Jean-Philippe Dubois
Pour les articles homonymes, voir Dubois.
Jean-Philippe Dubois est une personnalité du monde des courses hippiques, driver, entraîneur, éleveur et propriétaire de trotteurs, né le 21 novembre 1965. Il est le fils de Jean-Pierre Dubois, le frère de Jean-Étienne Dubois et le père de Julien et Étienne Dubois.

## Carrière
Jean-Philippe Dubois est, malgré la carrière de son père au trot, attiré dans un premier temps par le galop. Il effectue un stage d'un an chez François Boutin et court d'abord en plat et en obstacle, puis rejoint également l'écurie familiale et court dans les trois disciplines. Il obtient sa première victoire à Vincennes avec Miss Bell et finit par choisir définitivement le trot. Il crée sa propre écurie en 1983, mais doit attendre Cygnus d'Odyssée et sa victoire dans le critérium des 4 ans en 1994 pour que ses couleurs accèdent au niveau classique. Son champion Royal Dream lui apporte deux victoires de prestige dans le Prix d'Amérique et le Prix de France.

## Palmarès (comme entraîneur et/ou driver)

### Classiques (GroupesI)
- Grand Prix d'Amérique – 1 – Royal Dream (2013)
- Prix de France – 1 – Royal Dream (2012)
- Prix de l'Étoile – 1 – Rainbow Runner (1988)
- Prix Albert Viel – 1 – Vizir Pont Vautier (1990)
- Prix de Sélection – 1 – Cygnus d'Odyssée (1994)
- Critérium des 4 ans – 1 – Cygnus d'Odyssée (1994)
- Critérium continental – 1 – Prodigious (2007)
- Critérium des 5 ans – 1 – Queen's Glory (2009)

### Semi-classiques (GroupesII)
- Prix Henri Levesque – 2 – Rainbow Runner (1988), izir Pont Vautier (1992)
- Prix Jean Le Gonidec – 2 – Vita Nuova (1992), Best Bourbon (1994)
- Prix Paul Karle – 2 – Cézio Josselyn (1993), Jitterburg (2000)
- Prix Emmanuel Margouty – 2 – Quarisso (1984), Password (2005)
- Prix Octave Douesnel – 2 – Best Bourbon (1993), Prodigious (2007)
- Prix Kalmia – 2 –  Password (2006), Volcan d'Urzy (2012)
- Prix Ozo – 2 – Ezira Josselyn (1995), Inoubliable (2021)
- Prix du Pontavice de Heussey – 1 – Jézabel d'Ouches (1983)
- Prix Guy Le Gonidec – 1 – Vizir Pont Vautier (1991)
- Prix Queila Gédé – 1 – Coda Josselyn (1993)
- Prix Jules Thibault – 1 – Cygnus d'Odyssée (1994)
- Prix de Croix – 1 – Best Bourbon (1994)
- Prix de Tonnac-Villeneuve – 1 – Don Giovanni (1995)
- Prix de la Marne – 1 – Best Bourbon (1995)
- Clôture du Grand National du trot – 1 – Cygnus d'Odyssée (1996)
- Prix Ovide Moulinet – 1 – Prodigious (2008)
- Prix Jacques de Vaulogé – 1 – Voyage de Rêve (2012)
- Prix de Belgique – 1 – Royal Dream (2012)
- Prix Kerjacques – 1 – Royal Dream (2013)
- Prix Ariste Hémard – 1 – Flèche du Yucca (2019)
- Prix Jockey – 1 – Flèche du Yucca (2020)
- Prix Une de Mai – 1 – Illusive Artist (2020)
- Prix Gélinotte – 1 – Inoubliable (2021)
- Prix Annick Dreux – 1 – Inoubliable (2021)